# Giuditta e Oloferne (Goya)
Giuditta e Oloferne (Judit y Holofernes) è una delle pitture nere che formarono le decorazioni della casa —chiamata Quinta del Sordo— che Francisco Goya acquistò nel 1819.

## Storia
L'affresco originario, assieme al resto delle pitture nere, fu trasferito su tela a partire dal 1874, da Salvador Martínez Cubells, su incarico del barone Émile d’Erlanger, un banchiere francese, di origine tedesca, che voleva vendere le opere all'esposizione universale di Parigi del 1878. Tuttavia, le opere non vennero acquistate ed egli finì col donarle, nel 1881 al museo del Prado, dove sono esposte tuttora.

## Descrizione
Secondo la tradizione, Giuditta era una donna della città di Betulia, che fu presa dagli Assiri. Un elemento fondamentale dell’esercito degli Assiri era il generale Oloferne; se lui fosse sparito, il morale delle truppe sarebbe drasticamente crollato. Giuditta allora lo fece ubriacare, e quando questo si addormentò, la donna utilizzò la spada del generale per decapitarlo; ucciso Oloferne, come previsto gli Assiri si ritirarono e la città di Betulia si salvò. 
Se si osserva con attenzione il volto di Giuditta, si può vedere che i suoi occhi sono chiusi: questo particolare potrebbe indicare che stia agendo guidata dalla mano di Dio, oppure, al contrario, potrebbe essere in preda ad una furia cieca, che l’ha portata ad eliminare il generale assiro.